# ابریت
ابریت (به لاتین: Abrit) یک سکونتگاه مسکونی در بلغارستان است که در dobrich province واقع شده‌است.